# Studzianka (przystanek kolejowy)
Studzianka – przystanek osobowy na terenie Borów Dolnośląskich, położony na linii kolejowej nr 275 pomiędzy miejscowościami Wierzbowa Śląska a Leszno Górne.
Przystanek znajduje się w lesie na terenie dawnego poligonu lotniczego Północnej Grupy Wojsk w trójkącie poligonowym pomiędzy miejscowościami: Wierzbowa, Trzebień, Przemków.  Pod względem administracji leśnej, przystanek leży w Leśnictwie Wierzbowa, Obrębie Wierzbowa, Nadleśnictwie Chocianów.

## Wymiana pasażerska
| Rok  | Wymiana pasażerska na dobę |
| ---- | -------------------------- |
| 2017 | 10-19                      |
| 2023 | 0-9                        |

## Historia
Stacja Studzianka została oddana do użytku około 1920 roku, czyli znacznie później niż sama linia kolejowa i inne stacje na odcinku Legnica–Żagań.